# Jürgen Himmelbauer
Jürgen Himmelbauer (* 20. November 1958 in Linz; † 13. Jänner 2013) war ein österreichischer Politiker der Grünen und von 2003 bis 2009 der erste Grüne Stadtrat in Linz. Er war Gründungsmitglied der Grünen Linz und Landessprecher der Grünen Oberösterreich sowie Mitglied des erweiterten Bundesvorstandes.

## Ausbildung und Beruf
Himmelbauer wurde 1958 als Sohn eines Voest-Arbeiters geboren. Er besuchte die Volks-, Haupt- und Berufsschule in Linz und absolvierte zwischen 1973 und 1976 eine Lehre zum Großhandelskaufmann. Danach arbeitete er in einer Buchhandlung und war Angestellter der Oberösterreichischen Gebietskrankenkasse. 1979 wurde er Sekretär der Bezirksjugend im Österreichischen Gewerkschaftsbund, 1984 wechselte er erneut als Angestellter zur Oberösterreichischen Gebietskrankenkasse. Er durchlief eine staatliche Ausbildung zum Gemeinwesenarbeiter und legte die besondere Dienstprüfung beim Hauptverband der österreichischen Sozialversicherungsträger ab. 2002 verließ er die Gebietskrankenkasse und übernahm 2003 die Stelle des Geschäftsführers am Institut für Gesundheitsplanung.

## Politik
Himmelbauer begann seine politische Karriere als Bezirksjugendobmann und beim Österreichischen Gewerkschaftsbund. Er gehörte zunächst als Mitglied dem Bezirksausschuss der SPÖ Linz an und war Aktivist der Anti-AKW Bewegung. Des Weiteren engagierte er sich als Gründungsmitglied der Oberösterreichischen Friedensbewegung. Er fand schließlich seine politische Heimat bei den Oberösterreichischen Grünen und war Gründungsmitglied der GRÜNEN Linz. Am 22. Jänner 1987 zog er als Gemeinderat in den Gemeinderat der Stadt Linz ein und war Klubobmann der Grünen im Linzer Gemeinderat. Am 6. November 2003 übernahm er die Funktion des Stadtrats für Mobilität, womit er der erste Grüne Stadtrat der Stadt Linz war. Er war zudem bis 2009 Bezirkssprecher der Linzer Grünen und von 1992 bis 1994 Landessprecher der Grünen Oberösterreich. Des Weiteren war er innerparteilich als Mitglied des erweiterten Bundesvorstandes aktiv. Himmelbauer schied 2009 aus der Politik aus. 2013 verstarb er infolge einer langjährigen Krankheit.
Während seiner politischen Karriere hatte er auch verschiedene Funktionen der Stadt Linz inne. So war er Mitglied im Verwaltungsausschuss die Unternehmungen Kinder- und Jugend-Services Linz und Museen der Stadt Linz, wirkte als Aufsichtsrat der AKh Allgemeines Krankenhaus der Stadt Linz GmbH sowie der Immobilien Linz GmbH. Zudem war er Aufsichtsrat der Linz AG, der Linzer Lokalbahn AG und Vorsitzender des Mobilitätsausschusses.

## Privates
Himmelbauer war Vater einer Tochter.

## Auszeichnungen
- Großes Goldenes Ehrenzeichen der Stadt Linz[2]